# Prisión de Stock Farm
La Prisión de Stock Farm (en inglés: Stock Farm Prison o bien Her Majesty's Prison) es la cárcel nacional de la isla caribeña de Dominica. Se encuentra en la parte norte de la ciudad de Roseau, en el barrio de (Stock Farm) Granja, justo al noroeste del Dominica State College. Para el 2010 tenía una población carcelaria de 289, frente a los 229 reclusos en 1992, lo que, dado su tamaño, es un gran hacinamiento. A partir de 2010 fue dirigida por Denis A. Blanc, bajo el mando del Servicio de Prisiones de Dominica . Un esquema de pequeñas donaciones ha permitido lanzar un programa de capacitación en la prisión para los condenados como albañilería, carpintería y fontanería para mejorar sus perspectivas de empleo después de haber sido puestos en libertad. 